# Peperomia dolabriformis
Peperomia dolabriformis — вид суккулентных растений рода Пеперомия, семейства Перечные, родом из Эквадора и Перу. Вид также известен как «молитвенный перец». Является популярным комнатным растением.

## Описание
Peperomia dolabriformis — короткостебельное растение. Нижняя сторона листьев зеленая, а верхняя сторона листьев имеет V-образное эпидермальное окно, показывающее светло-зеленую внутреннюю часть листа.

## Таксономия
Peperomia dolabriformis Kunth, F.W.H.von Humboldt, A.J.A.Bonpland & C.S.Kunth, Nov. Gen. Sp. 1: 60 (1816).

#### Синонимы
Гомотипные (основанные на одном и том же номенклатурном типе):
- Piper dolabriforme (Kunth) Poir. (1816)

## Подвиды
Подтвержденные подвиды по данным сайта POWO на 2022 год:
- Peperomia dolabriformis var. brachyphylla Rauh
- Peperomia dolabriformis var. confertifolia Yunck.
- Peperomia dolabriformis var. dolabriformis
- Peperomia dolabriformis var. glaucescens C.DC.
- Peperomia dolabriformis var. grandis Hutchison ex Pino & Klopf.
- Peperomia dolabriformis var. lombardii Pino
- Peperomia dolabriformis var. multicaulis Pino & Cieza
- Peperomia dolabriformis var. velutina Trel.